# Literatura de Andorra
La literatura andorrana forma parte de la literatura catalana o sea de la lengua catalana. Es la literatura representada por los escritos creados en el Principado de Andorra o por los autores andorranos.

## Los principios de la literatura andorrana
El Diccionario Enciclopédico de Andorra por Àlvar Valls, está presentando la imagen de una literatura que ya tiene las primeras obras en el siglo  XVIII, con el Manual Digest de Antoni Fiter i Rossell y el Politar Andorrà de Antoni Puig. El Manual Digest es un «compendio de la realidad histórica e institucional y de los usos y costumbres de Andorra seguido de una recopilación de máximas comentadas, que se considera uno de los libros más importantes en su género en la lengua catalana del siglo  XVIII y que durante más de tres siglos ha sido una fuente de consulta y una guía de comportamiento para los gobernantes de Andorra y los andorranos en general.» (Valls, 259). En el siglo  XIX destacan las obras de religiosos y además aparece la literatura de viajes, sobre todo escrita por extranjeros.

### El Manual Digest
El libro de Antoni Fiter i Rossell está titulado Manual Digest de las Valls neutras de Andorra, en lo qual se tracta de sa Antiguitat, Govern y Religio, de sos Privilegis, Usos, Preheminencias y Prerrogativas. Es una obra eminente de la literatura en lengua catalana del siglo  XVIII . Más tres siglos estaba utilizado como manual de los gobernadores del principado en cuanto de los habitantes de los Valles. El libro se guardaba en la Casa de la Vall, lugar central del Consejo General de Andorra. En 1987 el Consejo General publicó un facsímil y en 2000 se publicó el Manual Digest como libro de bolsillo.

### Obras históricas e institucionales
En 1763 Antoni Puig publicó el Politar Andorrà. Puig fue cura en Escaldes-Engordany. Este libro es una especie de versión reducida del Manual Digest, pero tuvo también una gran influencia en la sociedad andorrana.
Hasta el siglo XIX, la tradición de manuales históricos e institucionales continuaba. Cabe mencionar la Relación sobre el valle de Andorra de 1838 del dominico fray Tomás Junoy e Historia de Nuestra Señora de Meritxell de 1874, escrito por el jesuita Luis Ignasi Fiter i Cava quien en el principado publicó el libro anónimamente.

## Literatura de viajes
A finales del siglo  XVIII se formó una literatura conocida como literatura de viajes. Típicamente, las obras de esta literatura no fueron escritas por andorranos sino por viajeros extranjeros, sobre todo de Francia, España o de Estados Unidos. Àlvar Valls Oliva hace una distinción de los autores en tres grupos:
1) Funcionarios de los estados vecinos.
2) Viajeros románticos o utopistas.
3) Viajeros catalanes.
Francisco de Zamora, que en su relato Diario de los viajes hechos en Cataluña escribe extensamente sobre Andorra, Pascual Madoz, quien en el Diccionario geográfico, estadístico e histórico de España y sus posesiones de ultramar incluye también una crónica del país pirenaico.
El militar español Antoni Valls publicó en 1820 en Barcelona el libro Memoria sobre la soberanía que corresponde a la Nación española , donde recomienda la anexión de Andorra por España. La respuesta política apareció tres años después por el monarquista francés Pierre-Roch Roussillou que escribió el libro De L'Andorre (Sobre Andorra), a la vez la primera monografía completa sobre el principado.
Para los viajeros románticos y los utopistas estadounidenses y franceses, Andorra era un país aislado, exótico ya veces raro. El francés Victorin Vidal escribió L'Andorre en 1866, y Marcel Chevalier presentó el primer mapa de los valles andorranos. Gaston Vuillier publicó Le val de Andorre en 1888. Son a mencionar los americanos Bayard Taylor con The Republic of the Pyrenees en 1867 y The Hidden Republic en 1911 así como Lee Meriwether con Seeing Europe by automobile, también en 1911. En 1933 el francés Gaston Combarnous publicó Los valles de Andorra y en 1937 Imogene Warder publicó On foot through Andorra.
Los relatos de los viajeros catalanes hacia 1900 muestran intereses culturales bastante parecidos. Joseph Aladern publicó las Cartas andorranas en 1892. Otros autores importantes son Valentí Almirall, Salvador Armet, Artur Osona y Jacint Verdaguer.
En el siglo  XX , unos autores eligieron el principado como tema de sus obras, especialmente en la literatura francesa y catalana. Además, se publicaron ensayos como el Libro de Andorra de Lluís Capdevila en 1958, el Glosario andorrano de Josep Fontbernat en 1966 así que los ensayos del escritor catalán Josep Pla, publicados en 1943, 1959 y 1973.
La serie L'Andorra dels viatgers presenta de nuevo los antiguos textos de viaje, editados por autores contemporáneos, por ejemplo Albert Villaró. Hoy, que el Principado de Andorra posee una red moderna de circulación y está conectado a los medios internacionales, sólo pocos libros sobre Andorra están escritos por escritores extranjeros. Un ejemplo es el autor austríaco Klaus Ebner que publicó el ensayo Andorranische Impressionen (Impresiones andorranas) en la editorial Wieser de Carintia. El escritor Alfred Llahí Segalàs relató el paso de San Josemaría Escrivá de Balaguer por el Principado de Andorra en 1937, en su libro Andorra: suelo de acogida (2007). Del otro lado, el escritor andorrano Joan Peruga eligió la literatura de viajes de Andorra, sobre todo la del siglo  XIX, como tema central de su novela La república invisible de 2004.

## Literatura contemporánea
La literatura «moderna» comienza en los años 1980 y se intensificó a raíz de la independencia del condominio en 1993. El Consejo General de los Valles, o sea el parlamento andorrano, y el nuevo gobierno comenzaban a fomentar decididamente la literatura con convocatorias, premios y medidas en las escuelas. Hoy hay varios autores andorranos que ya tienen una reputación remarcable en los Països Catalans, por ejemplo Teresa Colom, Antoni Morell, Albert Salvadó y Albert Villaró. En la feria del libro de Frankfurt en 2007, siete autores andorranos participaron en los eventos. La librería La Puça de Andorra la Vieja se ha convertido en un centro de información para los autores del país.

### Novela histórica
Muchos de los prosistas han escrito novelas históricas durante su carrera, en las que reflexionaban sobre la historia del condominio. Albert Salvadó parece una excepción porque por un lado escribe novelas históricas y por otro lado trata raramente el pasado de su país. Escribió la trilogía La sombra de Alí Bei que muestra el mundo del oriente islámico, La gran concubina de Amon y El maestro de Keops que lleva al Egipto antiguo, Los ojos de Aníbal describiendo la lucha romano-cartaginesa , El enigma de Constantino el Grande y El anillo de Atila sobre el imperio romano, campos de exterminio de los nazis , otra trilogía dedicada a Jaime I el Conquistador , donde recrea la edad media, El informe Phaeton, donde se adentra en la historia universal...
Se lee sobre tópicos andorranos en las novelas de Antoni Morell , en Siete letanías de muerte y Boris I, rey de Andorra, de Albert Villaró en El año de los francos, de Joan Peruga en Último verano en Ordino y de Josep Enric Dallerès en Frontera adentro.

### Poesía
Gracias a las iniciativas del gobierno andorrano creció un ámbito poético. Manuel Anglada i Ferran publicó obras científicas y poesía; y personalidades como Manel Gibert, Sícoris, Robert Pastor, Teresa Colom, Ester Fenoll Garcia y Marta Repullo que representan al departamento de la poesía andorrana.
Hasta hace poco tiempo Josep Enric Dallerès publicaba sólo poesía; en 2007 publicó su primera novela. Los libros de poesía son Amigo de 1987, Ojos de agua de 1988 e Islalba de 1995. La economista de formación y de profesión Teresa Colom Pich, en 2004 decidió dedicarse exclusivamente a escribir. Sus libros son Como meses de junio de 2001, La temperatura de unos labios de 2002, Elegías del final conocido de 2005, Donde todo es cristal de 2009 y Mi madre se preguntaba por la muerte de 2012.

### Premios literarios
En los Países Catalanes se han creado multitud de premios literarios. Debido al estado de lengua minoritaria y a una fuerte conciencia cultural, los premios intentan descubrir nuevos talentos y permitir a los autores dedicarse por un tiempo exclusivo a escribir.
Muchos de los escritores conocidos de Andorra han sido premiados. Por ejemplo Antoni Morell ganó el premio de ensayo San Miguel de Engolasters y el Premio Carlomagno de novela en 1999, Albert Salvadó ganó dos veces el Premio Nèstor Luján de novela histórica (1998 y 2005), el Premio Fiter y Rossell (1999), el Premio Serie Negra de Planeta (2000) y también el Premio Carlomagno de novela (2002), Albert Villaró recibió el Premio Memorial Anna Dodas (1993), el Premio Nèstor Luján (2003), el Premio Carlomagno de novela (2006), el Premio Josep Pla (2014) y el Premio Prudenci Bertrana (2015), y Teresa Colom recibió el Premio del concurso de Poesía de la Biblioteca Pública del Gobierno de Andorra (2000), el Premio Grandalla de Poesía del Círculo de las Artes y de las Letras de Andorra (2000), el Talento FNAC (2009) por On tot és vidre (Pagès Editors), y el Premio de Narrativa Maria Àngels Anglada (2016), por La señorita Keaton y otras bestias.

## Representación profesional y editoriales
La Asociación de Escritores del Principado de Andorra (AEPA) es la representación profesional de los autores andorranos. Desde su fundación en 1995, el presidente es Antoni Morell Mora. La AEPA mantiene relaciones con la Asociación de Escritores en Lengua Catalana y en el PEN catalán.
Después de la Segunda Guerra Mundial, una actividad editorial muy intensiva se desarrolló en el Principado de Andorra. Al principio las editoriales producían libros para España y Francia, libros en castellano y en francés, y la mayor parte eran publicaciones religiosas. Empezó la edición de libros en lengua catalana durante la década de 1960 y aumentó durante la década siguiente y sobre todo después de la muerte del dictador Franco. La primera Biblia catalana contemporánea fue publicada e impresa en Andorra por encargo de los monjes benedictinos del monasterio de Montserrat, en los talleres gráficos de la Editorial Casal y Vall.
A finales de la década de los setenta las editoriales cambian su estrategia para publicar libros para uso de la población residente (al mismo tiempo se estaba instaurando la andorranización de la enseñanza). Por eso se publicaban sobre todo libros en lengua catalana pero también libros turísticos en otras lenguas.
De las cien editoriales fundadas desde la Segunda Guerra Mundial (incluyendo a los autores-editores), el número se ha reducido considerablemente. Publican primeramente literatura, libros administrativos y obras turísticas. En mayo de 2011 se creó la Associació d'Editors d'Andorra integrada por Editorial Andorra, Límites editorial, Anem editors, Edicions del Diari d'Andorra y Fundació Julià Reig. La mayor parte de los libros de los escritores andorranos se publican en editoriales catalanas.